# Lisandra
Lisandra (en grec antic Λύσανδρα) era filla de Ptolemeu I Sòter i Eurídice.
Es va casar en primera noces amb Alexandre, fill de Cassandre de Macedònia i després, en segones, amb Agàtocles de Tràcia, fill de Lisímac de Tràcia. Pausànias diu que el segon enllaç es va fer després de l'expedició de Lisímac contra els getes (291 aC).
Amb Agàtocles va tenir diversos fills, amb els quals va fugir a Àsia després de l'assassinat del seu marit a instàncies d'Arsínoe, per demanar assistència a Seleuc I Nicàtor, que finalment va derrotar i matar Lisímac el 281 aC. Segons Pausànias devia acompanyar a Seleuc en aquesta guerra. Després d'això ja no torna a ser esmentada ni tampoc els seus fills.